# Festejador
Un festejador o cortejador es un banco situado a cada lado interno de la ventana, para sentarse y conversar, propio de las masías y de los casales de construcción tradicional. Forma común en las construcciones medievales, suele ser un banco de piedra, integrado en la mampostería, revestido de madera, cojines. Los huecos estrechos están equipados con un solo cojín, mientras que las amplias aberturas pueden recibir cojines dobles uno frente al otro.

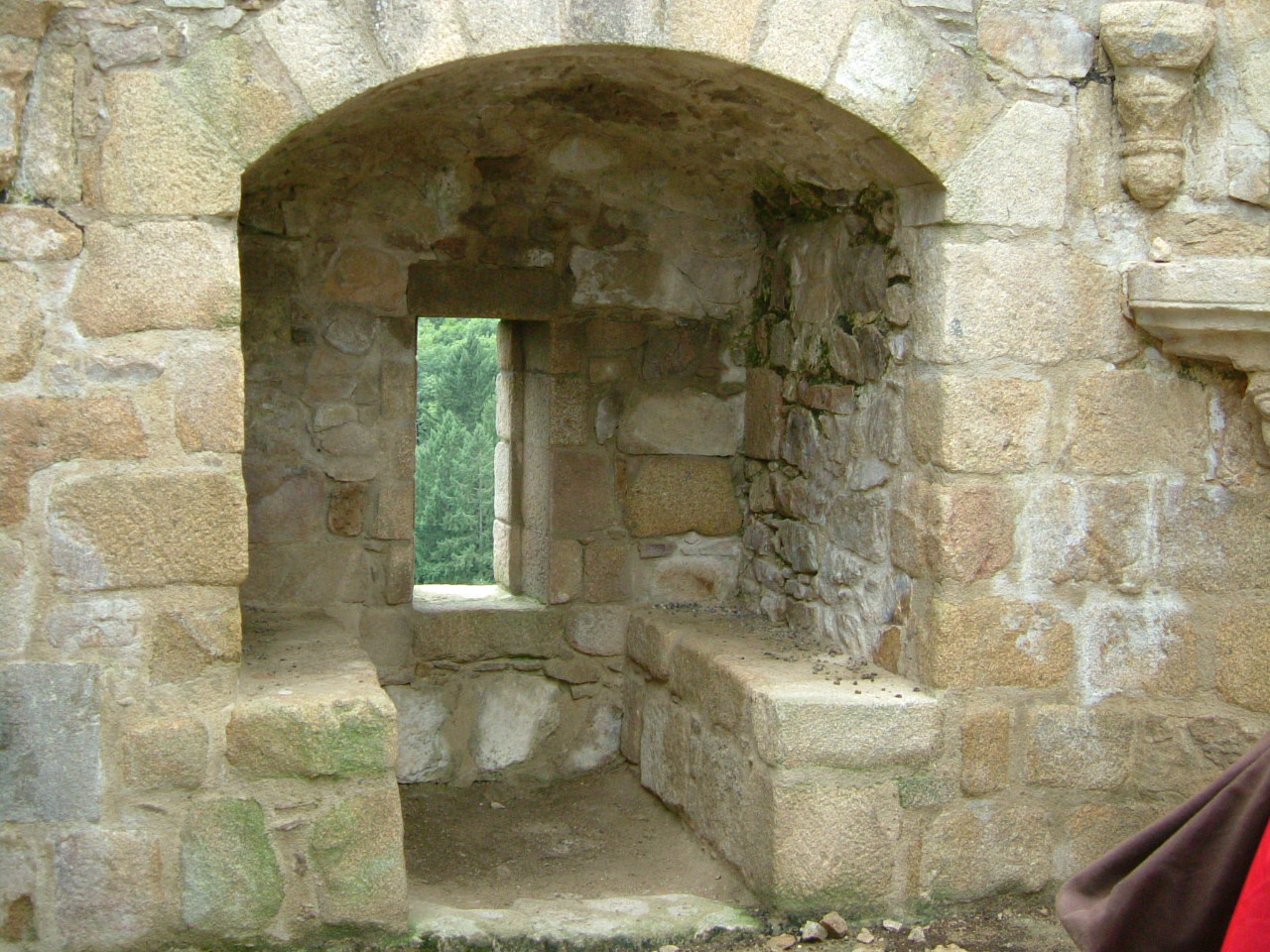
Festejadores del castillo de Crozant.

Las ventanas de los castillos o casas adosadas a veces están flanqueadas por dos festejadores que servían o bien como “bancos de vigilancia”, o bien como asiento para aprovechar la luz natural del exterior para leer, escribir o iluminar manualmente.
Este elemento de comodidad contribuyó de paso a reducir la importancia de la enjuta y la dificultad técnica de su construcción.

## Etimología
Festejador deriva de festejar y el sufijo -dor, como calco del catalán-valenciano. Por su parte, cortejador deriva de cortejar y el sufijo -dor, a su vez del italiano corteggiare, a su vez derivado del latín cohors, cohortis ("cohorte, corte") y del latín -torium, que en castellano habría dado -dero pero, en catalán, -dor, y fue adoptado en castellano en otros términos como mirador, probador o asador.